# KK Imotski
KK Imotski je košarkaški klub iz grada Imotskog. Klub je utemeljen 14. listopada 1968. godine, a prvu utakmicu su odigrali u Šibeniku protiv tamošnjeg KK Gimnazijalca 20. lipnja 1969. godine.